# Mellsjötjärnet
Mellsjötjärnet är en sjö i Karlstads kommun i Värmland och ingår i Göta älvs huvudavrinningsområde. Sjön har en area på 0,383 kvadratkilometer och ligger 60,2 meter över havet.

## Delavrinningsområde
Mellsjötjärnet ingår i det delavrinningsområde (660030-137616) som SMHI kallar för Utloppet av Gapern. Medelhöjden är 79 meter över havet och ytan är 98,1 kvadratkilometer. Räknas de 20 avrinningsområdena uppströms in blir den ackumulerade arean 279,47 kvadratkilometer. Alstersälven (Alsterälven) som avvattnar avrinningsområdet har biflödesordning 2, vilket innebär att vattnet flödar genom totalt 2 vattendrag innan det når havet efter 253 kilometer. Avrinningsområdet består mestadels av skog (45 procent) och jordbruk (15 procent). Avrinningsområdet har 20,83 kvadratkilometer vattenytor vilket ger det en sjöprocent på 21,2 procent.